# Registrar Corp
Registrar Corp – amerykańskie przedsiębiorstwo umożliwiające zakładom spożywczym, medycznym, farmaceutycznym i kosmetycznym uzyskanie zgodności z przepisami Agencji Żywności i Leków (FDA). Firma  znana jest z tego, że pomaga przedsiębiorstwom w spełnieniu wymogów FDA.

## Historia
Registrar Corp została założona w 2003 roku, aby pomóc przedsiębiorstwom w uzyskaniu zgodności z przepisami Agencji Żywności i Leków (FDA). Firma ma swoją siedzibę w Hampton, w stanie Wirginia w USA. Obecnie posiada dziewiętnaście oddziałów na całym świecie i pomogła już ponad 20 000 firm ze 150 krajów.  Firma zatrudnia dawnych urzędników FDA, naukowców i ekspertów branżowych.

## Usługi
Registrar Corp w ramach świadczonych usług dokonuje rejestracji przedsiębiorstw w FDA, zapewnia przedstawiciela zakładu na terenie Stanów Zjednoczonych dla firm spoza tego państwa, pomaga zakładom spożywczym, medycznym, farmaceutycznym i kosmetycznym w uzyskaniu zgodności z przepisami FDA.